# Leucopogon tetragonus
Leucopogon tetragonus är en ljungväxtart som beskrevs av Otto Wilhelm Sonder. Leucopogon tetragonus ingår i släktet Leucopogon och familjen ljungväxter. Inga underarter finns listade i Catalogue of Life.